# کیسمت (نیویورک)
کیسمت (به انگلیسی: Kismet) یک منطقهٔ مسکونی در ایالات متحده آمریکا است که در شهرستان سافک، نیویورک واقع شده‌است. کیسمت ۰٫۹۱ متر بالاتر از سطح دریا واقع شده‌است.